# Musa Çağıran
Musa Çağıran, né le 17 novembre 1992 à Ilgın dans la province de Konya, est un footballeur turc évoluant au poste de milieu de terrain au Hatayspor.

## Statistiques détaillées
Dernière mise à jour le 27/05/2010.
| Saison    | Club                | TOTAL  | TOTAL | Championnat | Championnat | Championnat | Coupe d'Europe | Coupe d'Europe | Coupe d'Europe | Coupes nationales | Coupes nationales |
| Saison    | Club                | Matchs | Buts  | Division    | Matchs      | Buts        | Type           | Matchs         | Buts           |                   |                   |
| Saison    | Club                | Matchs | Buts  | Division    | Matchs      | Buts        | Type           | Matchs         | Buts           | Matchs            | Buts              |
| --------- | ------------------- | ------ | ----- | ----------- | ----------- | ----------- | -------------- | -------------- | -------------- | ----------------- | ----------------- |
| 2007-2008 | Aliağa Belediyespor | 10     | 1     | TFF 3. Lig  | 10          | 1           | -              | -              | -              | -                 | -                 |
| 2007-2008 | Altay Izmir         | 1      | 0     | Lig A       | 1           | -           | -              | -              | -              | -                 | -                 |
| 2008-2009 | Altay Izmir         | 23     | 1     | Lig A       | 19          | -           | -              | -              | -              | 4                 | 1                 |
| 2009-2010 | Altay Izmir         | 32     | 8     | Lig A       | 30          | 8           | -              | -              | -              | 2                 | -                 |